# Montdidier (Adelsgeschlecht)
Montdidier war eine Familie des nordfranzösischen Adels, die erstmals Mitte des 10. Jahrhunderts als Grafen von Montdidier auftrat.

## Geschichte
Durch Heirat gelangten die beiden Linien der Familie in den Besitz der Grafschaft Dammartin und der Grafschaft Roucy, die allerdings beide mangels männlicher Nachkommen im 12. bzw. 13. Jahrhundert wieder verloren gingen.
Die bekanntesten Familienmitglieder sind Ebles II., der um 1073 in der spanischen Reconquista aktiv war, ein Schwiegersohn des Normannenfürsten Robert Guiscard, seine Schwester Félicie, die 1076 König Sancho I. von Aragón und Navarra heiratete, sowie (in Deutschland) dessen Sohn Hugo, ein Schwiegersohn des Stauferherzogs Friedrich I. von Schwaben.

## Stammliste
1. NN
  1. Hilduin I., † vor 956, nach 923 Graf von Montdidier
  2. Hilduin, Graf von Arcis-sur-Aube iure uxoris; ⚭ Hersende, 970 als Gräfin bezeugt, Dame de Ramerupt
    1. Manasses, † 991, 970 Bischof von Troyes
    2. Hilduin II., comes, Seigneur de Ramerupt, 992 bezeugt
      1. Hilduin III., comes, Seigneur de Ramerupt
        1. Hilduin IV., 1032 bezeugt, † 1063, Graf von Montdidier, Seigneur de Ramerupt, 1061 Graf von Roucy; ⚭ Adèle, Erbin von Roucy, † 1062, Tochter von Ebles I., Graf von Roucy (Haus Roucy)
          1. Ebles II., † Mai 1103, 1063 Graf von Roucy ; ⚭ vor 1082 Sibille, Tochter von Robert Guiskard, Herzog von Apulien (Hauteville (Adelsgeschlecht))
            1. Guiscard
            2. Hugues Cholet, 1104/58 bezeugt, † wohl 1160, Graf von Roucy, Seigneur de Nizy-le-Comte et de Sévigny; ⚭ I Aveline, 1117 bezeugt; ⚭ II Richilde von Schwaben, 1139/47 bezeugt, † vor 1154, Tochter von Friedrich I., Herzog von Schwaben (Stammliste der Staufer)
              1. (I) Ada, 1172 bezeugt; ⚭ Gaucher II., Châtelain de Châtillon-sur-Marne, Seigneur de Troissy, de Montjay et de Crécy, 1134 bezeugt, X 19. Januar 1147 in Laodikäa (Haus Châtillon)
              2. (II) Robert Guiscard, 1147/78 bezeugt, † vor 1181, 1164 Graf von Roucy; ⚭ vor 1154 Elisabeth de Mareuil, Dame de Neufchâtel-sur-Aisne, 1132/1207 bezeugt, Tochter von Jean, Vizegraf von Mareuil, Seigneur de Neufchâtel, Witwe von Robert, Seigneur de Montaigu (Haus Pierrepont), heiratete in dritter Ehe vor 1202 Renaud de Montdiviel
                1. Raoul I., 1166 bezeugt, † 1196, Graf von Roucy; ⚭ Isabeau (Melisende) de Coucy, Tochter von Raoul, Seigneur de Coucy (Haus Boves), heiratete in zweiter Ehe Henri III., Graf von Grandpré († 1211)
                  1. Tochter, 1181 Nonne in Plesnois

                2. Jean I., 1166/91 bezeugt, † 1200, Graf von Roucy
                3. Eustachie, 1190/1209 bezeugt, † wohl vor 1211, 1206 Gräfin von Roucy; ⚭ 1190 Robert, Seigneur de Pierrepont, 1183 exkommuniziert, 1200 bezeugt, † vor 1209 (Haus Pierrepont)
                4. Ebles, 1180 Kanoniker in Reims
                5. Henri, † 1196
                6. Beatrix, † 1180

              3. (II) Ebles, 1147/54 bezeugt
              4. (II) Hugues, Seigneur de Thony, Seigneur du Bois 1154/66 ; ⚭ Eve de Courlandon – Nachkommen : die Herren von Le Bois, Manre, Villette, Chalendry und Chastay
              5. (II) Clémence, 1154 bezeugt; ⚭ I Renaud, Seigneur de Rozoy-en-Thiérache; ⚭ II Guermond de Châtillon, Seigneur de Savigny (Haus Châtillon)
              6. (II) Havoie
              7. (II) Sara genannt Agnès, 1154 bezeugt; ⚭ Gui, Seigneur de Soupir
              8. (II) Sibille, 1154 bezeugt

            3. Thomas, † klein
            4. Ebles
              1. Ebles

            5. Manassès
              1. Thomas, 1157 bezeugt
              2. Petronille, 1157 bezeugt; ⚭ Raoul, Graf von Vieille-Ville

            6. Ermengarde, 1157 bezeugt; ⚭ Gervais, 1151 Seigneur de Bazoches-sur-Vesles, 1134/67 bezeugt, † vor 1169
            7. Mabile (Mamilia), † bald nach 1122; ⚭ I Hugues du Puiset, Graf von Jaffa, † wohl 1112; ⚭ II Albert von Namur, Graf von Jaffa, † kurz vor 1122
            8. Agnès ; ⚭ vor 1119 Simon II. Graf von Clefmont, Seigneur de Ribemont, 1098/um 1130 bezeugt

          2. André, † nach 1118, Seigneur de Ramerupt et d'Arcis-sur-Aube 1093–1096; ⚭ I Adèle; ⚭ II Guisemode, Schwester von Baudouin, Mönch in Molesme, Witwe von Hugues, Seigneur de Pleurs
            1. (I) Hugo Britto, 1102/08 Graf, in Spanien
            2. (I) Olivier
            3. (I) Ebles, † 21. Januar 1126, Seigneur de Ramerupt, wohl 1103/04 Archidiakon in Laon, 1121/26 Bischof von Châlons
            4. (I) Alix, 1108/43 bezeugt, Dame de Ramerupt, gründet 1143 die Abtei Notre-Dame de Bassefontaine in Brienne-la-Vieille; ⚭ Erard I., Graf von Brienne, † 1114/25, bestattet in der Abtei Montier-en-Der (Haus Brienne)
            5. (I) Tochter; ⚭ Jean, Vizegraf von Mareuil

          3. Felicie, † 3. Mai 1123; ⚭ 1076 Sancho I. Ramirez, König von Aragón, 1076 König von Navarra, † 4. Juni 1094
          4. Hugues, 1060 bezeugt
          5. Beatrix, † 2. September nach 1129; ⚭ Godefroid I., Graf von Perche, † Mitte Oktober 1100 (Haus Châteaudun)
          6. Marguerite ; ⚭ Hugues I., Graf von Clermont-en-Beauvaisis, genannt Hugues de Mouchy, 1067 bezeugt (Haus Clermont)
          7. Ermentrude, 1072/1102 bezeugt; ⚭ Thibaut I., Graf von Reynel, † vor 11. April 1101
          8. Ada, um 1095 bezeugt, bestattet in der Abtei Liessies ; ⚭ I Geoffroy, Seigneur de Guise; ⚭ II Walter, Herr von Ath; ⚭ III Thierry, Seigneur d’Avesnes, † wohl 1106
          9. Adèle, † 1068/69, bestattet in der Abtei St. Hubert in den Ardennen; ⚭ Arnold II., Graf von Chiny, † 16. April 1106 (Haus Chiny)
          10. Adélaide; ⚭ Conon, genannt Falcon de la Sarraz, um 1087/110 bezeugt, † vor 1114

        2. Manassès Calva Asina, 1031/53 bezeugt, 1053 Vidame de Reims; ⚭ Beatrix von Hennegau, geschieden von Ebles I., Graf von Roucy, Tochter von Reginar IV., Graf von Hennegau (Reginare) und Havide von Frankreich (Stammliste der Kapetinger)
          1. Manassès, 1095/1106 Erzbischof von Reims
          2. Guy de Neufchâtel, † vor 1103
          3. Adèle, Äbtissin von Notre-Dame in Laon

        3. Isabelle; ⚭ I Bouchard II. Graf von Corbeil, X vor 1101 (Rolloniden); ⚭ II Gui I. le Rouge, Graf von Rochefort, Seigneur de Gournay-sur-Marne (Haus Montlhéry)

      2. Manassès, X 15. Dezember 1037 Ornel, 1025 Graf von Dammartin, bestattet in Saint-Vannes in Verdun; ⚭ Constance (wohl Constance de Dammartin)
        1. Eudes, Graf von Dammartin nach 1050–60/61
        2. Hugues I., 1071 Graf von Dammartin, 1075 Seigneur de Bulles, † wohl 1100; ⚭ Roharde, Schwester von Ascalin de Bulles
          1. Sohn, † vor 1081
          2. Pierre, 1081 bezeugt, † 13. September 1105/06 Château de Rosnay (Champagne), Graf von Dammartin ; ⚭ Eustachie, 1107 bezeugt
            1. Sohn, 1107 bezeugt

          3. Basilie, 1081 bezeugt
          4. Adèle de Bulles, 1081/1193 bezeugt ; ⚭I Aubri de Mello, † jung (Haus Mello) ; ⚭ II Lancelin (wohl Lancelin II. de Beauvais), 1112/16 Verweser der Grafschaft Dammartin – die Nachkommen aus erster Ehe sind die späteren Grafen von Dammartin
            1. (II) Manassès, 1114/71 bezeugt, 1139 Sire (Vicecomes) de Bulles, gründet 1135 Kloster Beaupré (Picardie), 1142/71 Abt des Klosters Froidmont, bestattet in Beaupré; ⚭ Alix de Milly, Tochter von Sagalon, bestattet in Beaupré
            2. (II) Renaud, 1114/62 bezeugt, † vor 1167, wohl 1138 Graf von Dammartin, 1149 Seigneur de Bulles; ⚭ I Marguerite de Senlis, Tochter von Guillaume Loup, Bouteiller de France; ⚭ II Euphémie de Picquigny, 1144 bezeugt, 1149 geistlich in Garanville, Tochter von Guermond de Picquigny, Vidame d’Amiens
            3. (II) Thibaut, 1114/um 1167 bezeugt, † vor 1172, 1149 Seigneur de Bulles, 1123/49 Archidiakon, 1139 Domthesaurarius in Beauvais
            4. (II) Rohes, 1144 bezeugt
            5. (II) Lancelin, 1134/49 bezeugt, 1149 Seigneur de Bulles, Graf von Dammartin; ⚭ Clémence, 1153 bezeugt
            6. (II) Beatrix
            7. (II) Mabilie
            8. (II) Basilie; ⚭ wohl Dreux de Mello, 1136 bezeugt (Haus Mello)

          5. Eustachie, 1081 bezeugt

## Weblink
- Das Haus Roucy bei web.genealogies